# Wacław Olszak (lekarz)
Wacław Olszak (ur. 29 maja 1868 w Szonowie, zm. 11 września 1939 w Karwinie) – polski lekarz, działacz narodowy i społeczny na Śląsku Cieszyńskim, burmistrz Karwiny w latach 1929–1936.

## Życiorys
Był synem Wacława i Marianny z Pasternaków. Ukończył gimnazjum w Cieszynie w 1889, a następnie studiował medycynę w Wiedniu, gdzie w 1895 uzyskał stopień doktora wszech nauk lekarskich. W czasie studiów działał w Stowarzyszeniu Akademickim „Ognisko” w Wiedniu.
Od 1896 był lekarzem Kasy Brackiej Przemysłu Węglowego w Karwinie, a od 1909 także lekarzem społecznym w polskim gimnazjum w Orłowej. Działał w Macierzy Szkolnej Księstwa Cieszyńskiego, Ognisku Polskim w Dąbrowie, w Stowarzyszeniu Chrześcijańskich Robotników „Praca” w Karwinie, w Dziedzictwie bł. Jana Sarkandra, a także w Związku Śląskich Katolików. Z ramienia tej ostatniej organizacji wszedł w skład Rady Narodowej Księstwa Cieszyńskiego. Od podziału Śląska Cieszyńskiego do 1930 był prezesem Zarządu Głównego Macierzy Szkolnej w Czechosłowacji. W latach 1929–1936 sprawował funkcję burmistrza Karwiny.
W 1928 z własnych dochodów stworzył fundację stypendialną, wspierającą ubogich uczniów. Od 1935 stał na czele Rady Naczelnej Polaków w Czechosłowacji.
Po wybuchu II wojny światowej dotkliwie pobity przez Niemców, zmarł w wyniku obrażeń.
Był ojcem Wacława, Feliksa, Antoniego i Marii.

W 2015 Wacław Olszak otrzymał od miasta Karwiny medal pamiątkowy in memoriam z okazji 70. rocznicy zakończenia II wojny światowej. Miasto przyznaje Medal Wacława Olszaka za zasługi na rzecz Karwiny. 

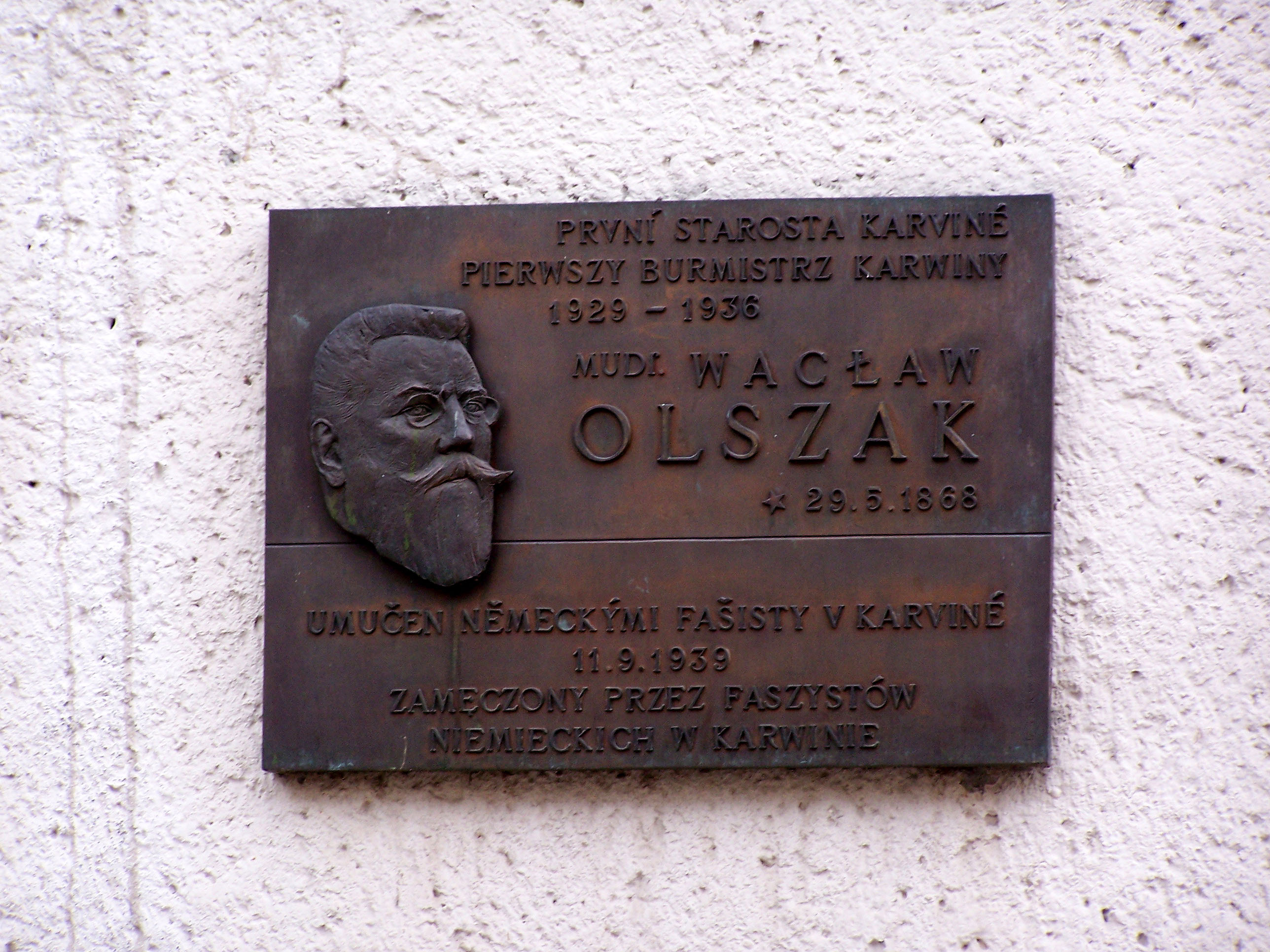
Tablica
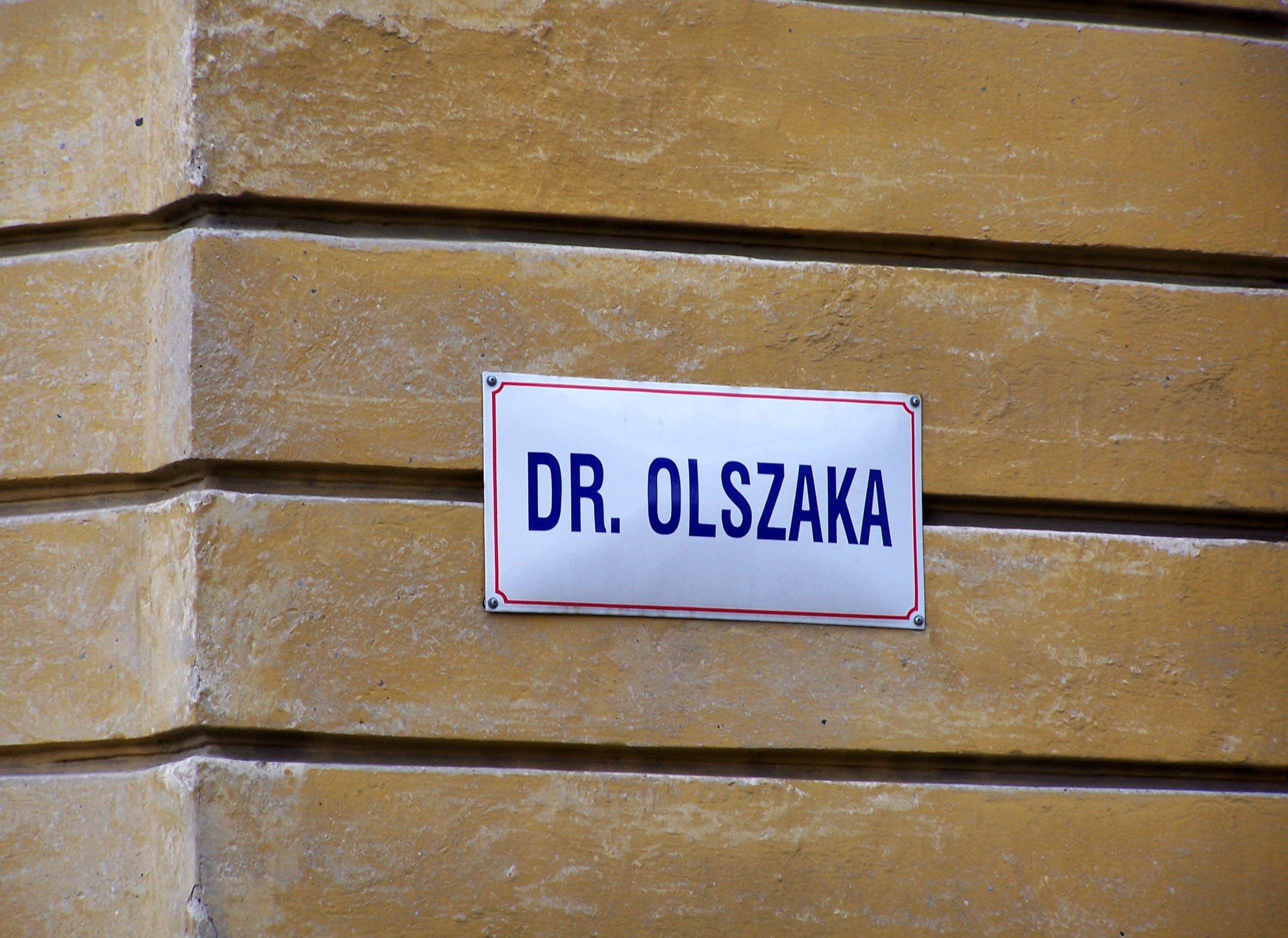
Ulica
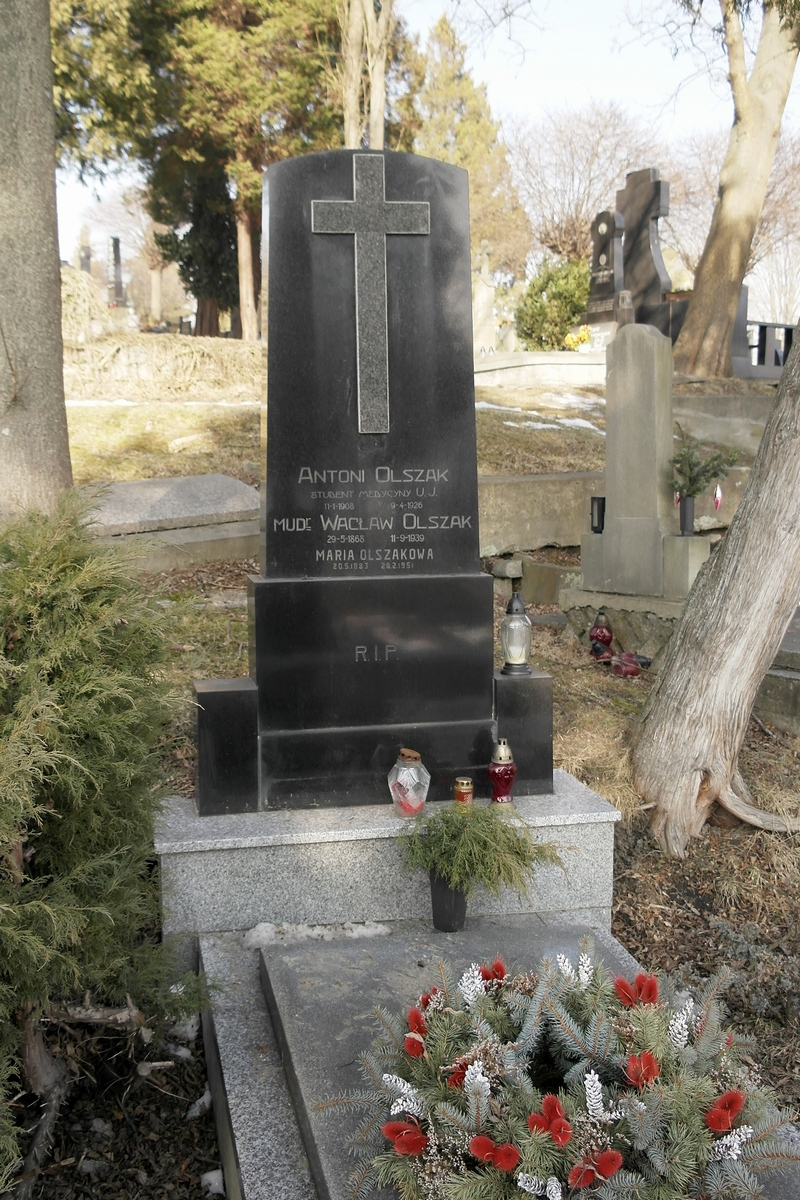
Grób na cmentarzu w Karwinie-Kopalnie

## Odznaczenia
- Krzyż Komandorski Orderu Odrodzenia Polski (1938)[2]